# Дрина (Ирландия)
Дрина (Дринах; англ. Drinagh; ирл. Draighneach) — деревня в Ирландии, находится в графстве Корк (провинция Манстер).
Население — 207 человек (по переписи 2006 года).